# Assinia
Assinia is een kevergeslacht uit de familie van de boktorren (Cerambycidae). De wetenschappelijke naam van het geslacht werd voor het eerst geldig gepubliceerd in 1893 door Lameere.

## Soorten
Assinia omvat de volgende soorten:
- Assinia affinis Teocchi & Sudre, 2002
- Assinia alluaudi Lameere, 1893
- Assinia inermis (Aurivillius, 1908)
- Assinia pulchra (Breuning, 1940)
- Assinia pumilio (Kolbe, 1893)